# 月牙華美天堂鳥
月牙華美天堂鳥，又稱福格科普華美天堂鳥（Vogelkop superb bird-of-paradise），屬於極樂鳥科，為印度尼西亞西巴布亞多貝拉伊半島的特有種，最初由恩斯特·瓦爾特·邁爾於1930年發表命名，並被認為是華美風鳥的亞種，直到2017年才被重新定義為獨立物種。2018年，更多特徵，包括特別漆黑的羽毛（能吸收99.95%的光線）以及雄性求偶行為上的差異更加佐證了牠們與華美天堂鳥屬於不同的物種。

## 命名學
月牙華美天堂鳥的學名「Lophorina niedda」的屬名「lophorina」意思為「長有絨羽的鼻」，源自於牠們鼻孔後方向上翹的兩簇絨羽，而種小名「niedda」則來自於當地原住民稱呼天堂鳥的擬聲詞。

## 系統分類學

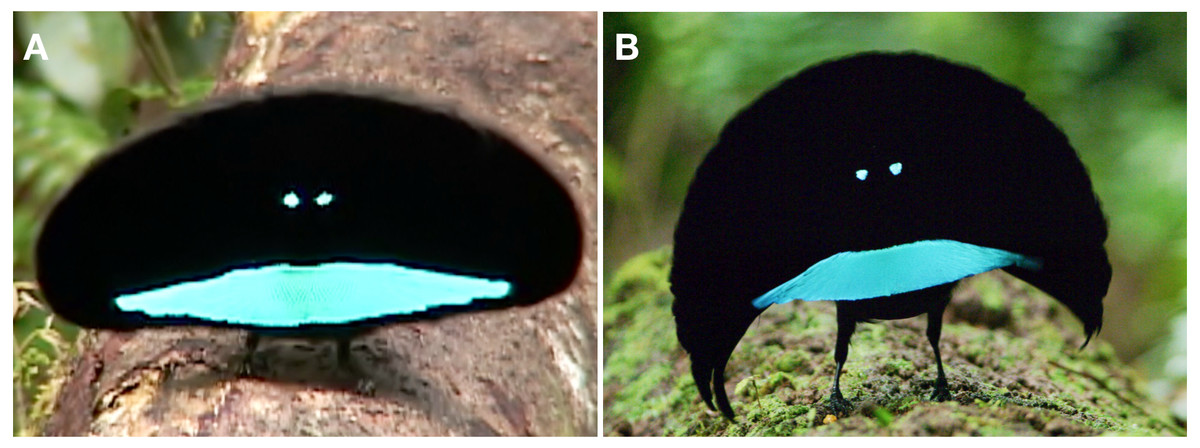
華美風鳥（左）與月牙華美天堂鳥（右）

月牙華美天堂鳥最初被認為是華美風鳥的亞種，然而，於2017年，牠們被正式確立為是獨立的新物種。目前已知月牙華美天堂鳥具有兩個亞種，分別為分布於溫達馬半島的L. n. niedda，以及分布於多貝拉伊半島的L. n. inopinata。除了地理上的隔閡，牠們在求偶行為上也有存在差異。
不過，這樣的分類仍然有存在爭議；inopinata亞種目前包含了之前被稱為L. superba superba的物種，卻被賦予了新的學名。分類學家認為，不論存在多少證據，已經通用了超過200年的名稱不應該被取代。

## 棲息與分佈地
月牙華美天堂鳥主要分佈於印度尼西亞西巴布亞多貝拉伊半島海拔1,200—2,000米（3,900—6,600英尺）的山區。

## 外部連結
- . Nat Geo Wild Official Channel (YouTube). September 14, 2018  [2024-06-04]. （原始内容存档于2024-08-26）.